# Edward Asner
Pour les articles homonymes, voir Asner.
Edward Asner, né le 15 novembre 1929 à Kansas City, (Missouri, États-Unis), et mort le 29 août 2021 à Tarzana, (Californie, États-Unis), est un acteur et producteur américain,.

## Biographie

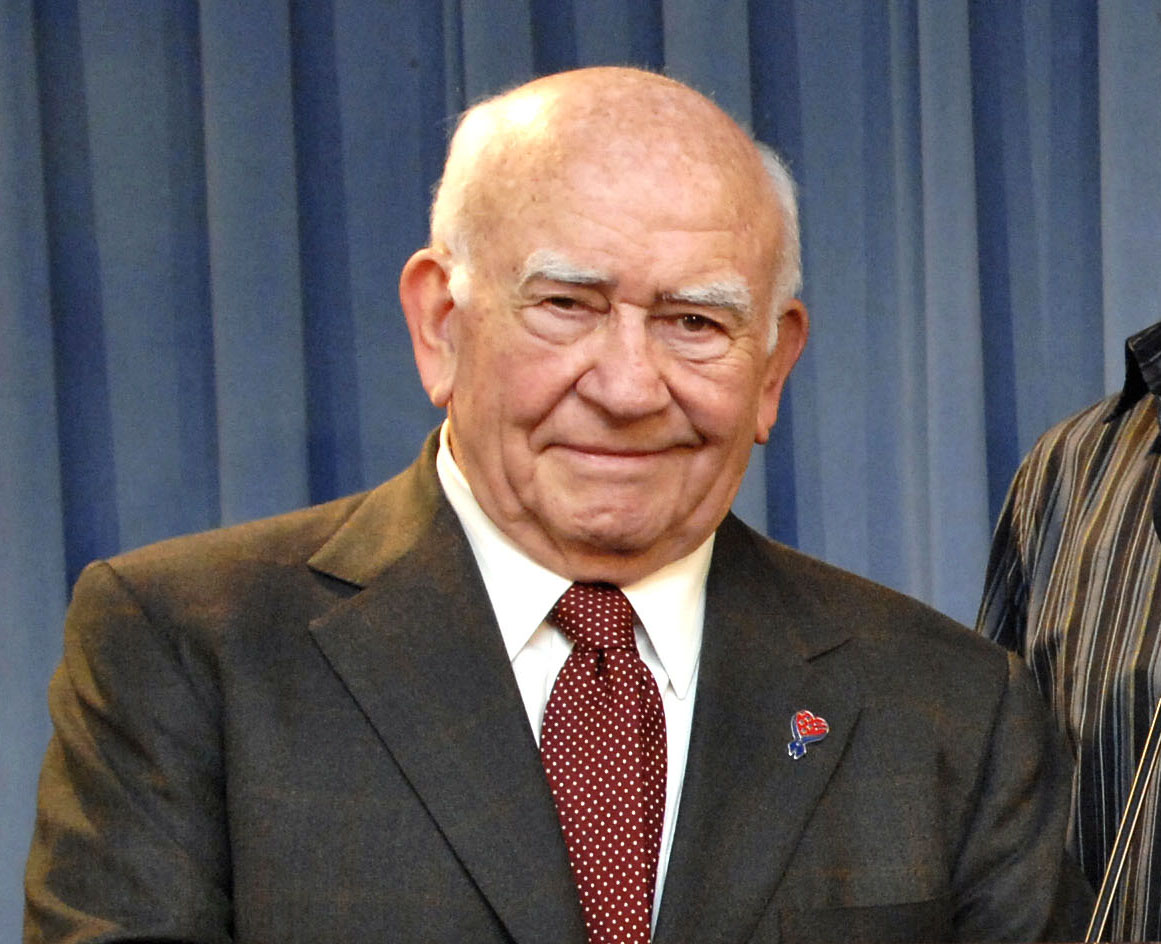
Edward Asner en 2006.

### Jeunesse et débuts
Edward David Asner est né le 15 novembre 1929 à Kansas City au Missouri, le plus jeune des cinq enfants d'une famille juive orthodoxe. Son père, Morris David Eisner, originaire de Pologne, est un propriétaire de dépotoir. Sa mère, Lizzie Seliger est originaire de Russie.

### Mort
Ed Asner décède chez lui dans le quartier de Tarzana à Los Angeles en  Californie le 29 Août 2021, à l'âge de 91 ans,,. Il est enterré le 12 Septembre 2021, au Sheffield Cemetery à Kansas City dans le Missouri.
De nombreuses célébrités lui ont rendu hommage, parmi lesquels Maureen McCormick, George Takei, Mark Hamill, Michael McKean, Bradley Whitford, Josh Gad, Mia Farrow, Andy Richter, Katie Couric, Denis O'Hare, Mira Sorvino, Eric Stonestreet, Niecy Nash, Yvette Nicole Brown, Michael Moore, Rosario Dawson, Rosanna Arquette, Ben Stiller, The Muppets, William Baldwin, Greg Weisman, William Zabka, et Zooey Deschanel.

## Filmographie

### Comme acteur

#### Cinéma

##### Longs métrages
- 1961 : The Murder Men (en) de John Peyser : Dave Keller
- 1962 : Un direct au cœur (Kid Galahad) de Phil Karlson : Assistant District Attorney Frank Gerson
- 1963 : Du fond de l'enfer (Au-delà du réel) (série télévisée) - saison 1, épisode 11 : Du fond de l'enfer (It Crawled Out of the Woodword) : Détective Sergent Thomas Siroleo
- 1965 : Station 3 : Ultra Secret (The Satan Bug) de John Sturges : Veretti
- 1965 : Trente minutes de sursis (The Slender Thread) de Sydney Pollack : Détective Judd Ridley
- 1966 : El Dorado de Howard Hawks : Bart Jason
- 1967 : Minuit sur le grand canal (The Venetian Affair) de Jerry Thorpe : Frank Rosenfeld
- 1967 : Peter Gunn, détective spécial (Gunn) de Blake Edwards : lieutenant Jacoby
- 1969 : Change of Habit de William A. Graham : lieutenant Moretti
- 1970 : Do Not Throw Cushions Into the Ring de Steve Ihnat : The Agent
- 1970 : Colère noire (Halls of Anger) de Paul Bogart : McKay
- 1970 : Appelez-moi Monsieur Tibbs (They Call Me MISTER Tibbs!) de Gordon Douglas : Woody Garfield
- 1971 : Skin Game de Paul Bogart et Gordon Douglas : Plunkett (runaway slave hunter)
- 1971 : The Todd Killings (en) de Barry Shear : Fred Reardon
- 1974 : The Wrestler de James A. Westman : Frank Boss
- 1976 : Gus : Hank Cooper
- 1981 : Le Policeman (Fort Apache the Bronx) de Daniel Petrie : Connolly
- 1982 : O'Hara's Wife : Bob O'Hara
- 1983 : Daniel de Sidney Lumet : Jacob Ascher
- 1989 : The Wonderful Wishing Well (vidéo) : Murray The Mole
- 1991 : JFK d'Oliver Stone : Guy Bannister
- 1993 : Down on the Waterfront de Stacy Title : Bobby Gleason
- 1995 : Goldilocks and the Three Bears : Bruno (VO)
- 1995 : The Golem : Rabbi
- 1997 : The Fanatics (en) : Charlie Atwater
- 1997 : Two Weeks from Sunday de Trent Copeland
- 1997 : Basil de Radha Bharadwaj (en) : Alonzo
- 1997 : Academy Boyz de Dennis Cooper : Mr. Bright
- 1998 : Pluie d'enfer (Hard Rain) de Mikael Salomon : Uncle Charlie
- 1999 : O' Christmas Tree (vidéo) : Nutcracker
- 1999 : Love and Action in Chicago (en) (vidéo) : Taylor
- 1999 : Le Célibataire (The Bachelor) de Gary Sinyor : Sid Gluckman
- 2000 : Mars and Beyond : président Thomas D. Moss
- 2000 : Bring Him Home : Geza Horvath
- 2000 : Perfect Game (en) (vidéo) : Coach Billy
- 2000 : À visage découvert (Above Suspicion) : Thomas O'Claire
- 2001 : Donzi: The Legend : Meyer Lansky
- 2001 : Island Prey : Jay Roth
- 2001 : Animal! L'animal... (The Animal) de Luke Greenfield : Chief Wilson
- 2002 : Fair Play de Joanie Wread : Harry
- 2003 : The Commission de Mark Sobel : capitaine J. W. 'Will' Fritz
- 2003 : Missing Brendan d'Eugene Brady : George Calden
- 2003 : Elfe (Elf) de Jon Favreau : Santa
- 2003 : The Bully de Nicholas Delfino
- 2004 : Happily Even After de Unsu Lee : Judge Dreyfus
- 2005 : All In : Sweet Lou
- 2005 : Ways of the Flesh : Mr. Olson
- 2005 : Juste une fois ! (Sleeping Dogs Lie) : Sheriff Delaney
- 2005 : Hard Four de Charles Dennis : Golden Hands Segal
- 2006 : Crab Orchard de Michael J. Jacobs : Grandfather Stiles
- 2006 : Où la magie commence... (The Christmas Card) : Luke
- 2011 : Too Big to Fail : Débâcle à Wall Street de Curtis Hanson : Warren Buffet
- 2011 : Let Go de Brian Jett : Artie
- 2014 : The Games Maker de Juan Pablo Buscarini : Nicholas Drago
- 2019 : The Garden Left Behind de Flavio Alves : Dr. Cleary

##### Films d'animation
- 1987 : Pinocchio and the Emperor of the Night : Scalawag
- 1992 : The Real Story of Happy Birthday to You (en) de Gerald Potterton (en) : Charlie
- 1993 : Blanche Neige et le Château hanté (Happily Ever After) de John Howley : Scowl the Owl
- 1994 : Gargoyles, le film : Les anges de la nuit : Hudson (vidéo)
- 1996 : Spider-Man, l'homme-araignée (saison 3 : Spider-Man: Sins of the Fathers) : J. Jonah Jameson (vidéo)
- 1997 : A Christmas Carol (en) de Stan Phillips : Marley
- 1998 : Gargoyles: Brothers Betrayed : Hudson (vidéo)
- 1998 : Gargoyles: The Force of Goliath : Hudson (vidéo)
- 1998 : Gargoyles: The Hunted : Hudson (vidéo)
- 1999 : Our Friend, Martin (en) : Mr. Harris (vidéo)
- 1999 : The Amazing Adventures of Spider-Man : J. Jonah Jameson
- 2007 : À la recherche de Noël (Christmas Is Here Again) : Krads
- 2009 : Là-Haut de Bob Peterson et Pete Docter : Carl Fredricksen
- 2010 : Superman/Batman : Apocalypse : Granny Goodness (vidéo)
- 2011 : All-Star Superman : Perry White (vidéo)

#### Télévision

##### Téléfilms et séries télévisées
- 1964 : Slattery's People (en) (série télévisée) : Frank Radcliff
- 1964 : Fanfare for a Death Scene (TV)
- 1966 : The Doomsday Flight (TV) : Feldman
- 1967 : Les Envahisseurs (The Invaders) (série télévisée) - saison 1, épisode 16 : Le Mur de cristal (Wall of Crystal) : Taugus
- 1968 : Les Mystères de l'Ouest (The Wild Wild West) (série télévisée) - saison 3, épisode 22 : La Nuit de l'Amnésique (The Night of the Amnesiac) : Furman Crotty
- 1968 : Les Envahisseurs (The Invaders) (série télévisée) - saison 2, épisode 23 : Le Miracle (The Miracle) : Harry Ferguson
- 1969 : Mission impossible (série TV) : saison 3 épisode 13 : George Simpson
- 1969 : Daughter of the Mind (en) (TV) : Saul Wiener
- 1970 : The House on Greenapple Road (TV) : Sheriff Muntz
- 1970 : The Old Man Who Cried Wolf (TV) : Dr Morheim
- 1970-1977 : The Mary Tyler Moore Show (TV) : Lou Grant (166 épisodes)
- 1971 : La Dernière Chance (The Last Child) (TV) : Barstow
- 1971 : They Call It Murder (en) (TV) : Chief Otto Larkin
- 1972 : Haunts of the Very Rich (en) (TV) : Albert Hunsicker
- 1973 : The Police Story (TV) : Lt. Dave Blodgett
- 1973 : The Girl Most Likely to... (en) (TV) : Det. Ralph Varone
- 1975 : The Impostor (TV) : Barney West
- 1975 : Death Scream (en) (TV) : Peter Singleton
- 1975 : Hey, I'm Alive! (en) (TV) : Ralph Flores
- 1975 : Hawaï police d'État - August March - épisode 08x15 "Une mauvaise copie" (Wooden Model of a Rat)
- 1976 : Le Riche et le Pauvre ("Rich Man, Poor Man") (feuilleton TV) : Axel Jordache
- 1977 : Racines ("Roots") (feuilleton TV) : Capt. Thomas Davies
- 1977 : The Life and Assassination of the Kingfish (TV) : Huey P. Long
- 1977 : The Gathering (en) (TV) : Adam Thornton
- 1977-1982 : Lou Grant (TV) : Lou Grant (114 épisodes)
- 1978 : The Good Doctor (TV) : Various roles
- 1979 : The Family Man (TV) : Eddie Madden
- 1981 : A Small Killing (TV) : Simon 'Si' Shaber
- 1981 : The Marva Collins Story (TV) : Narrator (voix)
- 1983 : A Case of Libel (TV) : Robert Sloane
- 1984 : Anatomy of an Illness (TV) : Norman Cousins
- 1984 : Off the Rack (en) (série télévisée) : Sam Waltman
- 1986 : Vital Signs (TV) : Matthew St James
- 1985 : Tender Is the Night (feuilleton TV) : Devereux Warren
- 1986 : Kate's Secret (en) (TV) : Dr Resnick
- 1987 : The Bronx Zoo (en) (série télévisée) : Principal Joe Danzig
- 1986 : La Hotte magique (The Christmas Star) (TV) : Horace McNickle
- 1987 : Cracked Up (TV) : Rev. Vincent Owens
- 1988 : A Friendship in Vienna (en) (TV) : Opah Oskar Reikman
- 1990 : Not a Penny More, Not a Penny Less (en) (TV) : Harvey Metcalfe
- 1990 : Haute corruption (Good Cops, Bad Cops) (TV) : Jake Quinn
- 1991 : Confusion tragique (Switched at Birth) (TV) : Ted Marx
- 1991 : Silent Motive (TV) : Sam van Drake
- 1991 : Le Messager de l'espoir (Yes, Virginia, there is a Santa Claus) (TV) : Edward P. Mitchell
- 1990 : The Trials of Rosie O'Neill (en) (série télévisée) : Walter Kovacs (1991-1992)
- 1992 : Mattie's Waltz (TV) : George
- 1992 : Cruel Doubt (en) (TV) : Bill Osteen
- 1993 : Heads (TV) : Ab Abbot
- 1993 : Gypsy (TV) : Pop
- 1994 : Higher Education (TV) : President Gordon Knight
- 1994 : Higher Education (série télévisée) : President Gordon Knight
- 1994 : Une rue du tonnerre (en) (Thunder Alley) (série télévisée) : Gil Jones
- 1996 : The Story of Santa Claus (en) (TV) : Nicholas 'Santa' Claus
- 1996 : Disparue dans la nuit (en) (Gone in the Night) (TV) : Det. John Waters
- 1997 : Dog's Best Friend (en) (TV) : Jeep
- 1997 : Intimidations (Payback) (TV) : Jack Patkanis
- 1998 : L'Irrésistible Jack ("The Closer") (série télévisée) : Carl Dobson
- 1998 : Les Chroniques de San Francisco II ("More Tales of the City") (feuilleton TV) : Jack Lederer
- 1998 : Saison 6 de X-Files, épisode Les Amants maudits : Maurice
- 1999 : Eli's Theory (série télévisée) : Professor
- 2000 : Common Ground (en) (TV) : Ira
- 2000 : Becoming Dick (en) (TV) : Davis Aldrich
- 2001 : Max Steel (série télévisée) : Chuck Marshak
- 2001 : The Kid (TV) : Dead Cat (voix)
- 2002 : Jean XXIII - le pape du peuple (Papa Giovanni - Ioannes XXIII) (TV) : Angelo Roncalli / Jean XXIII
- 2002 : The Man Who Saved Christmas (en) (TV) : Mr. Gilbert
- 2003 : Un été avec mon père (The King and Queen of Moonlight Bay) (TV) : Auggie Sinclair
- 2003 : Christmas Vacation 2: Cousin Eddie's Island Adventure (en) (TV) : Uncle Nick
- 2005 : Le Cœur de la forêt (Out of the Woods) (TV) : Jack Green
- 2006 : Lolo's Cafe (TV) : Mr. Atkins
- 2006 : Studio 60 on the Sunset Strip (TV) : Wilson White
- 2008 : Un été pour grandir (Generation Gap) (TV) : Bart Cahill
- 2012 : Hawaii 5-0 August March - Episode 2x19 "Kalele" (2012)
- 2013 : Hawaii 5-0 August March - Episode 3x2 "Kanalua" (2013)
- 2013 : New York, unité spéciale (saison 14, épisode 13)  :  Martin Schultz
- 2013 : Cœurs de braise (Two In) (TV) : chef Buddy
- 2013 : Autant en emporte Noël (Christmas on the Bayou) (TV) : Papa Noël
- 2015 : Une maison pour deux (All of My Heart) (TV) : vern
- 2015 : Esprits criminels (saison 10, épisode 20) : Roy Brooks
- 2015 : Les Enquêtes de Murdoch (The Murdoch Mysteries) : Saint Nicholas (TV) Saison 9 épisode 9 : Une légende de Noël
- 2016 : Trouver l'amour à Valentine : Edward Morgan
- 2018 : Cobra Kai : Sid Weinberg
- 2019 : Dead to Me : Abe Rifkin

##### Téléfilms d'animation
- 1999 : The Sissy Duckling : le père d'Elmer
- 1999 : Olive, the Other Reindeer : le père Noel

##### Séries d'animation
- 1992-1994 : Batman, la série animée : Roland Dagett
- 1990-1996 : Capitaine Planète (Captain Planet and the Planeteers) : Hoggish Greedly
- 1992 : Inspecteur Poisson (Fish Police) : chef Abalone
- 1996 : Le Bus magique (The Magic School Bus) : le géneral Aranius
- 1994-1998 : Spider-Man : J. Jonah Jameson
- 1995-1997 : Freakazoid! : Sgt. Mike Cosgrove
- 1996 : Bruno the Kid (en) : Engineer  (saison 1, épisode 33)
- 1998-2000 : Superman, l'Ange de Metropolis (Superman: The Animated Series) : Granny Goodnes (4 épisodes)
- 1999 : La Cour de récré (Recess) : Thaddeus T. Third V (saison 4, épisode 13)
- 2004 et 2005 : La Nouvelle La Ligue des justiciers (Justice League Unlimited) : Hephaestus (saison 1, épisode 4) et Granny Goodness (saison 2, épisode 2)
- 2021 : Bienvenue chez Doug (Dug Days) : Carl Fredericksen

#### Jeux vidéo
- 2003 : Star Wars: Knights of the Old Republic : Vrook Lamar
- 2005 : Star Wars: Knights of the Old Republic II - The Sith Lords : Vrook Lamar

### Comme producteur

#### Cinéma

##### Films
- 2002 : She Turned the World on with Her Smile: The Making of 'The Mary Tyler Moore Show' (vidéo)
- 2003 : Eight Characters In Search of a Sitcom (vidéo)

#### Télévision

##### Séries télévisées
- 1997 : Intimidations (Payback) (TV)
- 2000 : Les Yeux de la mort (A Vision of Murder: The Story of Donielle) (TV)

## Distinctions

### Récompenses
- Primetime Emmy Awards 1971 : Meilleur acteur dans un second rôle dans une série télévisée comique pour The Mary Tyler Moore Show (1970-1977).
- 29e cérémonie des Golden Globes 1972 : Meilleur acteur dans un second rôle dans une série, une mini-série ou un téléfilm pour The Mary Tyler Moore Show (1970-1977).
- Primetime Emmy Awards 1972 : Meilleur acteur dans un second rôle dans une série télévisée comique pour The Mary Tyler Moore Show (1970-1977).
- Primetime Emmy Awards 1975 : Meilleur acteur dans un second rôle dans une série télévisée comique pour The Mary Tyler Moore Show (1970-1977).
- 33e cérémonie des Golden Globes 1976 : Meilleur acteur dans un second rôle dans une série, une mini-série ou un téléfilm pour The Mary Tyler Moore Show (1970-1977).
- Primetime Emmy Awards 1976 : Meilleur acteur dans un second rôle dans une série télévisée comique pour Le Riche et le Pauvre (Rich Man, Poor Man) (1976).
- 34e cérémonie des Golden Globes 1977 : Meilleur acteur dans un second rôle dans une série, une mini-série ou un téléfilm pour Le Riche et le Pauvre (Rich Man, Poor Man) (1976).
- Primetime Emmy Awards 1977 : Meilleur acteur dans un second rôle dans une série télévisée dramatique pour Racines ("Roots") (1977).
- 35e cérémonie des Golden Globes 1978 : Meilleur acteur dans une série dramatique pour Lou Grant (1977-1982).
- Primetime Emmy Awards 1978 :  Meilleur acteur dans une série télévisée dramatique pour Lou Grant (1977-1982).
- 37e cérémonie des Golden Globes 1980 : Meilleur acteur dans une série dramatique pour Lou Grant (1977-1982).
- Primetime Emmy Awards 1980 :  Meilleur acteur dans une série télévisée dramatique pour Lou Grant (1977-1982).
- Banff Television Festival 1987 : Lauréat du Prix de l'excellence.
- 2012 : BTVA Special/DVD Voice Acting Award du meilleur doublage dans film d'animation pour All-Star Superman (2011) partagé avec James Denton, Christina Hendricks, Anthony LaPaglia, Matthew Gray Gubler, John DiMaggio, Steve Blum, Cathy Cavadini, Kevin Michael Richardson et Linda Cardellini.
- Barcelona International Film Festival 2017 : Lauréat du Prix Gold Lion du meilleur film pour Le Venezuela sous l'emprise des guérillas (2017) partagé avec Martin Andres Markovits (Réalisateur/producteur), Matt Weinglass (Producteur), Peter Marshall Smith (Producteur/Editeur), Carlos Corredor (Producteur/Cinématographe), Andrew Rosati (Coproducteur), Alamada Karatihy (Producteur associé) et Ryan Foland (Producteur associé).
- Beverly Hills Film Festival 2017 : Lauréat du Prix Golden Palm du meilleur film pour Le Venezuela sous l'emprise des guérillas (2017) partagé avec Martin Andres Markovits (Réalisateur/producteur/scénariste), Matt Weinglass (Producteur), Carlos Corredor (Producteur/Cinématographe), Peter Marshall Smith (Producteur/Editeur), Andrew Rosati (Coproducteur scénariste), Ryan Foland (Coproducteur), Rossana Lafianza (Coproducteur), Michelle Berezan (Coproducteur) et Francisco Roman (Coproducteur).

### Nominations
- 30e cérémonie des Golden Globes 1973 : Meilleur acteur dans un second rôle dans une série, une mini-série ou un téléfilm pour The Mary Tyler Moore Show (1970-1977).
- Primetime Emmy Awards 1973 : Meilleur acteur dans un second rôle dans une série télévisée comique pour The Mary Tyler Moore Show (1970-1977).
- 31e cérémonie des Golden Globes 1974 : Meilleur acteur dans un second rôle dans une série, une mini-série ou un téléfilm pour The Mary Tyler Moore Show (1970-1977).
- Primetime Emmy Awards 1974 : Meilleur acteur dans un second rôle dans une série télévisée comique pour The Mary Tyler Moore Show (1970-1977).
- 32e cérémonie des Golden Globes 1975 : Meilleur acteur dans un second rôle dans une série, une mini-série ou un téléfilm pour The Mary Tyler Moore Show (1970-1977).
- Primetime Emmy Awards 1976 : Meilleur acteur dans un second rôle dans une série télévisée comique pour The Mary Tyler Moore Show (1970-1977).
- Primetime Emmy Awards 1977 : Meilleur acteur dans un second rôle dans une série télévisée comique pour The Mary Tyler Moore Show (1970-1977).
- 36e cérémonie des Golden Globes 1979 : Meilleur acteur dans une série dramatique pour Lou Grant (1977-1982).
- Primetime Emmy Awards 1979 :  Meilleur acteur dans une série télévisée dramatique pour Lou Grant (1977-1982).
- 38e cérémonie des Golden Globes 1981 : Meilleur acteur dans une série dramatique pour Lou Grant (1977-1982).
- Primetime Emmy Awards 1981 :  Meilleur acteur dans une série télévisée dramatique pour Lou Grant (1977-1982).
- 39e cérémonie des Golden Globes 1982 : Meilleur acteur dans une série dramatique pour Lou Grant (1977-1982).
- Primetime Emmy Awards 1982 :  Meilleur acteur dans une série télévisée dramatique pour Lou Grant (1977-1982).
- Primetime Emmy Awards 1992 : Meilleur acteur dans un second rôle dans une série télévisée dramatique pour The Trials of Rosie O'Neill (1990-1992).
- Primetime Emmy Awards 2007 : Meilleur acteur dans un second rôle dans une mini-série ou un téléfilm pour Où la magie commence... (The Christmas Card) (2006).
- 61e cérémonie des Primetime Emmy Awards 2009 : Meilleur acteur invité dans une série télévisée dramatique pour Les Experts : Manhattan (2004-2013).

## Voix francophones
En France, Edward Asner n'a pas de voix régulière. Il a tout de même été doublé à huit reprises par Henry Djanik  dans Station 3 : Ultra Secret, El Dorado, Le Riche et le Pauvre, Lou Grant, Disparue dans la nuit, The Closer, X-Files : Aux frontières du réel et Un été avec mon père.
Il a également été doublé à deux reprises chacun par Claude Joseph (Le Policeman, JFK), André Valmy (Peter Gunn, Détective privé, Minuit sur le grand canal), William Sabatier (Elfe, Le Cœur de la forêt) et Richard Leblond  (Un été pour grandir, Too Big to Fail : Débâcle à Wall Street). À titre exceptionnel, Albert Augier le double dans Un direct au cœur, Pierre Collet dans Trente minutes de sursis, Jacques Marin dans Les Envahisseurs, Serge Sauvion dans La Dernière Chance, René Arrieu dans Racines, Mario Santini dans Pluie d'enfer et Jacques Thébault dans Le Célibataire.